# Matsanga
Matsanga este un oraș din Republica Congo.